# Fynn-Luca Nicolaus
Fynn-Luca Nicolaus (* 30. Juli 2003 in Stuttgart) ist ein deutscher Handballspieler.

## Karriere

### Im Verein
Nicolaus spielte für die HABO (Handballregion Bottwar) JSG, mit der er sich 2018 für die Jugend-Bundesliga qualifizierte, und wechselte 2018 in die Jugendabteilung des deutschen Bundesligisten TVB 1898 Stuttgart. Erstmals im Kader der ersten Mannschaft des TVB bei einem Bundesligaspiel stand er mit 16 Jahren am 8. September 2019 im Heimspiel gegen GWD Minden. Seinen ersten Bundesliga-Einsatz erhielt er dann am 19. September 2019 im Heimspiel gegen die TSV Hannover-Burgdorf. Damit ist Nicolaus der jüngste Spieler, der in der Bundesliga eingesetzt wurde.
Nicolaus bekleidete zunächst die Position eines Kreisläufers, wechselte jedoch im Frühjahr 2023 in den Rückraum.
Nicolaus wechselte im Sommer 2024 zum Erstligaaufsteiger SG BBM Bietigheim.

### In Auswahlmannschaften
Nicolaus wurde für die deutsche U16-Nationalmannschaft nominiert. Er wurde in den Elite-Kader des Deutschen Handballbundes berufen.
Nicolaus gewann mit der deutschen Junioren-Nationalmannschaft die Goldmedaille bei der U-19-Europameisterschaft 2021.

## Privates
Nicolaus besuchte das Schickhardt-Gymnasium in Stuttgart.